# Фатер, Карой
Карой Фатер (венг. Fatér Károly; 9 апреля 1940, Zalagyömörő — 19 сентября 2020, Будапешт) — венгерский футбольный вратарь. Олимпийский чемпион 1968 года.

## Биография

### Клубная карьера
В течение четырёх сезонов играл за клуб низшего дивизиона «Пензюдьёр».
В 1963 году перешёл в клуб Высшего дивизиона «Чепель». Он проигрывал конкуренцию основному вратарю клуба Габору Тёрёку, но в 1967 году Фатер уже являлся основным вратарём. Весной 1970 года Фатер выдал «сухую» серию из 714 минут, отыграв без пропущенных мячей в Высшем дивизионе. Всего за 11 сезонов в составе «Чепеля» Фатер сыграл 200 матчей. В 1974 году перешёл в «Будафок», в котором отыграл один сезон.
Завершил игровую карьеру в клубе «Файс», за который играл в низших дивизионах.

### Карьера в сборной
4 мая 1968 года в матче со сборной СССР в отборе на чемпионат Европы 1968 года Фатер дебютировал за сборную Венгрии. Венгрия выиграла первый матч со счётом 2:0. В том же году на олимпийском футбольном турнире завоевал золотую медаль — он был основным вратарём венгерской сборной и сыграл в 6 матчах на турнире.

### Смерть
Скончался 19 сентября 2020 года в Будапеште в возрасте 80 лет.

## Достижения
Венгрия
- Олимпийский чемпион (1): 1968